# Andrew Kratzmann
Andrew Kratzmann (Murgon, 3 november 1971) is een voormalig tennisspeler uit Australië, die tussen 1990 en 2003 actief was in het professionele circuit.
Kratzmann was vooral succesvol in het herendubbeltennis waarin hij negen ATP-toernooien op zijn naam schreef en in nog eens twaalf finales stond.
Andrew is de jongere broer van Mark Kratzmann

## Finales

### Dubbelspel
| Nr.                           | Datum             | Toernooi         | Ondergrond | Partner            | Tegenstanders in finale            | Score                     | Details |
| ----------------------------- | ----------------- | ---------------- | ---------- | ------------------ | ---------------------------------- | ------------------------- | ------- |
| Gewonnen finales heren dubbel |                   |                  |            |                    |                                    |                           |         |
| 1.                            | 9 januari 1994    | ATP Adelaide     | Hardcourt  | Mark Kratzmann     | David Adams Byron Black            | 6-4, 6-3                  | Details |
| 2.                            | 13 augustus 1995  | ATP San Marino   | Gravel     | Jordi Arrese       | Pablo Albano Federico Mordegan     | 7-6, 3-6, 6-2             | Details |
| 3.                            | 29 september 1996 | ATP Palermo      | Gravel     | Marcos Ondruska    | Cristian Brandi Emilio Sánchez     | 7-6, 6-4                  | Details |
| 4.                            | 6 oktober 1996    | ATP Marbella     | Gravel     | Jack Waite         | Pablo Albano Lucas Arnold Ker      | 6-7, 6-3, 6-4             | Details |
| 5.                            | 5 oktober 1997    | ATP Palermo      | Gravel     | Libor Pimek        | Hendrik Jan Davids Daniel Orsanic  | 3-6, 6-3, 7-6(6)          | Details |
| 6.                            | 9 november 1997   | ATP Santiago     | Gravel     | Hendrik Jan Davids | Julián Alonso Nicolás Lapentti     | 7-6(7), 5-7, 6-4          | Details |
| 7.                            | 3 mei 1998        | ATP Praag        | Gravel     | Wayne Arthurs      | Fredrik Bergh Nicklas Kulti        | 6-1, 6-1                  | Details |
| 8.                            | 9 mei 1999        | ATP Hamburg      | Gravel     | Wayne Arthurs      | Paul Haarhuis Jared Palmer         | 2-6, 7-6(5), 6-2          | Details |
| 9.                            | 28 mei 2000       | ATP Sankt Pölten | Gravel     | Mahesh Bhupathi    | Andrea Gaudenzi Diego Nargiso      | 7-6(10), 6-7(2), 6-4      | Details |
| Verloren finales heren dubbel |                   |                  |            |                    |                                    |                           |         |
| 1.                            | 16 juli 1995      | ATP Båstad       | Gravel     | Jon Ireland        | Jan Apell Jonas Björkman           | 3-6, 0-6                  | Details |
| 2.                            | 17 maart 1996     | ATP Kopenhagen   | Tapijt (i) | Wayne Arthurs      | Libor Pimek Byron Talbot           | 6-7, 6-3, 3-6             | Details |
| 3.                            | 3 augustus 1997   | ATP Amsterdam    | Gravel     | Libor Pimek        | Paul Kilderry Nicolás Lapentti     | 6-3, 5-7, 6-7             | Details |
| 4.                            | 2 augustus 1998   | ATP Kitzbühel    | Gravel     | Joshua Eagle       | Tom Kempers Daniel Orsanic         | 3-6, 4-6                  | Details |
| 5.                            | 29 januari 2000   | Australian Open  | Hartcourt  | Wayne Black        | Ellis Ferreira Rick Leach          | 4-6, 6-3, 3-6, 6-3, 16-18 | Details |
| 6.                            | 24 juni 2001      | ATP Nottingham   | Gras       | Paul Hanley        | Donald Johnson Jared Palmer        | 4-6, 2-6                  | Details |
| 7.                            | 15 juli 2001      | ATP Båstad       | Gravel     | Simon Aspelin      | Karsten Braasch Jens Knippschild   | 6-7(3), 6-4, 6-7(5)       | Details |
| 8.                            | 29 juli 2001      | ATP Kitzbühel    | Gravel     | Simon Aspelin      | Àlex Corretja Luis Lobo            | 1-6, 4-6                  | Details |
| 9.                            | 24 februari 2002  | ATP Buenos Aires | Gravel     | Simon Aspelin      | Gastón Etlis Martín Rodríguez      | 6-3, 3-6, [4-10]          | Details |
| 10.                           | 13 april 2002     | ATP Estoril      | Gravel     | Simon Aspelin      | Karsten Braasch Andrej Olchovski   | 3-6, 3-6                  | Details |
| 11.                           | 29 september 2002 | ATP Hongkong     | Hartcourt  | Wayne Arthurs      | Jan-Michael Gambill Graydon Oliver | 7-6(2), 4-6, 6-7(4)       | Details |
| 12.                           | 28 september 2003 | ATP Bangkok      | Hartcourt  | Jarkko Nieminen    | Jonathan Erlich Andy Ram           | 3-6, 6-7(4)               | Details |

## Prestatietabel
| Legenda | Legenda                          |
| ------- | -------------------------------- |
| g.t.    | geen toernooi gehouden           |
| l.c.    | lagere categorie                 |
| –       | niet deelgenomen                 |
| G       | uitgeschakeld in de groepsfase   |
| 1R      | uitgeschakeld in de eerste ronde |
| 2R      | uitgeschakeld in de tweede ronde |
| 3R      | uitgeschakeld in de derde ronde  |
| 4R      | uitgeschakeld in de vierde ronde |
| KF      | uitgeschakeld in de kwartfinale  |
| HF      | uitgeschakeld in de halve finale |
| F       | de finale verloren               |
| W       | het toernooi gewonnen            |
| w-v     | winst/verlies-balans             |

### Prestatietabel grand slam, dubbelspel
| Toernooi        | 1991 | 1992 | 1993 | 1994 | 1995 | 1996 | 1997 | 1998 | 1999 | 2000 | 2001 | 2002 | 2003 |
| --------------- | ---- | ---- | ---- | ---- | ---- | ---- | ---- | ---- | ---- | ---- | ---- | ---- | ---- |
| Australian Open | 1R   | –    | 1R   | 3R   | 2R   | 1R   | 1R   | 2R   | 2R   | F    | 1R   | 2R   | 1R   |
| Roland Garros   | –    | –    | –    | 2R   | –    | –    | 2R   | 1R   | KF   | 2R   | 1R   | 1R   | 1R   |
| Wimbledon       | 1R   | –    | 1R   | 1R   | 1R   | 1R   | 1R   | 2R   | 2R   | KF   | 2R   | 3R   | 1R   |
| US Open         | –    | 1R   | –    | 1R   | 1R   | –    | 1R   | 1R   | 3R   | 2R   | 1R   | 3R   | 1R   |